# The Air That I Breathe
The Air That I Breathe è una canzone scritta da Albert Hammond e Mike Hazelwood, inizialmente incisa da Phil Everly, dei celebri Everly Brothers.

## Il singolo
La canzone fu portata al successo da The Hollies, con cui raggiunse nel 1974 il secondo posto nelle classifiche inglesi e il sesto in quelle statunitensi. Produttore esecutivo per il brano fu Alan Parsons.

## Citazione dei Radiohead
La canzone Creep (1992) del gruppo britannico Radiohead ha per tutta la sua durata una progressione armonica assai simile a quella delle strofe di The Air That I Breathe e, durante il bridge, anche identica melodia. Il brano è perciò accreditato anche a Hammond e Hazelwood, oltre che ai cinque componenti la band.